# 巴勒莫人宫
40°50′56″N 14°15′22″E / 40.848840°N 14.256100°E

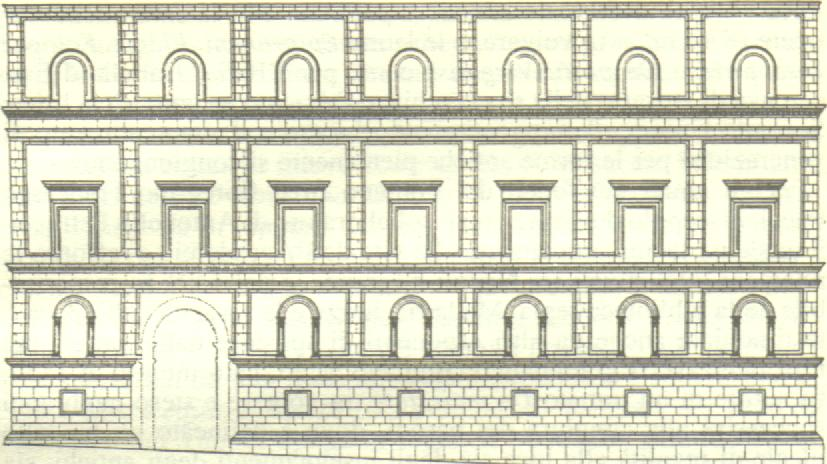
立面

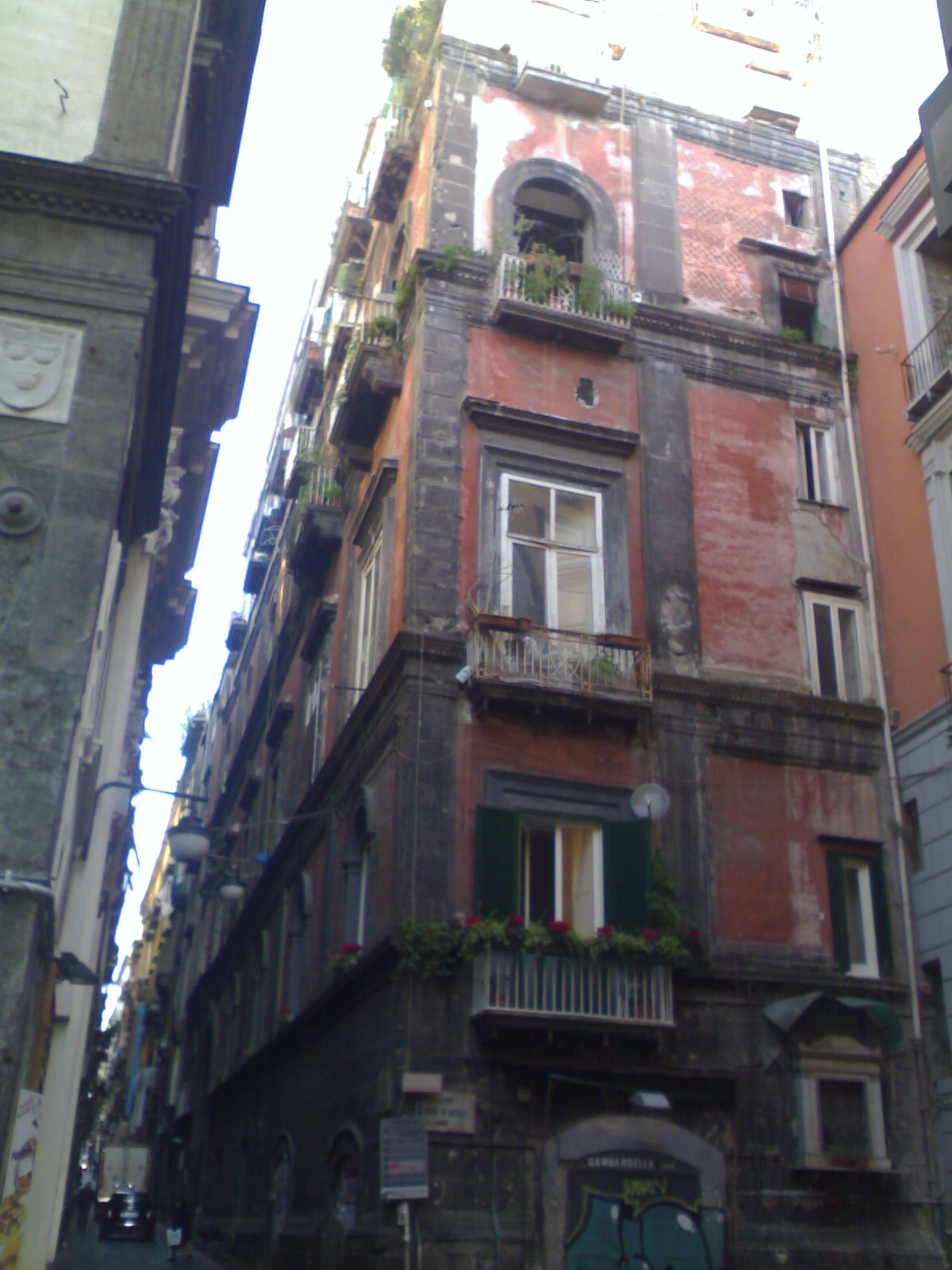
立面

巴勒莫人宫（Palazzo del Panormita）是一座文艺复兴风格建筑，位于那不勒斯市中心狭窄的尼罗河街（via Nilo），靠近斯帕卡那波利街，与皮尼亚泰利圣母升天堂相对。毗邻尼罗河小广场及其尼罗河神雕像。